# Collège Druidique des Gaules
Le Collège Druidique des Gaules (souvent abrégé CDG), officiellement nommé Collège des Druides, Bardes et Ovates des Gaules est une association néodruidique française fondée entre 1942 et 1943 par Paul Bouchet, connu sous le nom druidique de Bod Koad (en breton, litt. la demeure du bois, poétiquement celui qui habite la forêt). L’inspiration de sa création trouve sa source dans la tradition du Collège Bardique des Gaules, établi en 1933 par Philéas Lebesgue, lequel initia Bouchet au cours de la Seconde Guerre mondiale.

## Histoire
Après la cessation des activités du Collège bardique des Gaules en 1939, Paul Bouchet reçut son initiation druidique en 1942 lors d’une cérémonie clandestine’. Fort de l’encouragement de Philéas Lebesgue, il fonda alors le Collège des Druides, Bardes et Ovates des Gaules, qui constituait l’une des premières institutions néodruidiques non-bretonnes à reprendre cette tradition celto-druidique réinventée.
L’organisation fut déclarée officiellement en préfecture le 23 mars 1966, bien que ses activités remontent aux années 1942-1943. Après le décès de Paul Bouchet en 1976, un conflit de succession opposa les membres fondateurs ; une direction collégiale émergea autour de Jacques Gestalder (druide « Cernunnos ») et Huguette Cochinal (druidesse « Uxellia »), avec l’appui de Paul Fournier de Brescia (« Ker Peoc’h »).

## Publications et enseignement
Le CDG se distingue par sa revue Ar Gaël’, dont le nombre de numéros dépasse 360 à ce jour, rendant l’association l’une des plus prolifiques dans le domaine celtique. Ses activités se sont étendues à la Belgique, au Brésil, et comptaient jusque dans les années 2020 une trentaine de « clairières » réparties sur le territoire.
Entre autres, le CDG enseigne que les Atlantes reçurent la première initiation et la transmirent aux humains. Il traite aussi des courants telluriques sous l'angle énergéticien, et d'arithmancie.

## Filiations et relations
Le CDG s’inscrit dans la lignée des Gorsedd initiés par Iolo Morganwg en 1792, puis des Gorsedd breton de 1899 et du Collège bardique des Gaules de 1933.
En 1962, Paul Bouchet fut reçu à Stonehenge par le Druid Order et établit des liens avec l’Ordre des Bardes, Ovates et Druides (OBOD) alors dirigé par Ross Nichols (en).

## Organisation et grades
Le Collège adopte une hiérarchie initiatique traditionnelle en trois grades : Disciple, Barde ou Ovate, puis Druide. Entre ces grades, existe un niveau intermédiaire : l’« Eubage » :
- Disciple : première phase, marquée par l’assistance aux rites et l’apprentissage, comportant une cérémonie d’investiture (saie bleue ou verte selon la voie choisie).
- Barde : voie artistique, centrée sur les traditions, l’histoire et le symbolisme.
- Ovate : voie scientifique, consacrée aux plantes, magnétisme, radiesthésie.
- Eubage : grade intermédiaire entre Ovate/Barde et Druide.
- Druide : responsable de la transmission, investiture marquée par un rite d’« ouverture de la bouche ».

## Fondateurs et personnalités
- Paul Bouchet (1897-1976), druide « Bod Koad », libraire, fondateur.
- Philéas Lebesgue (1869-1958), druide « Ab Gwenc’hlan », inspirateur et mentor.
- Jacques Gestalder (« Cernunnos ») et Huguette Cochinal (« Uxellia »), figures de la direction post‑1976.
- Paul Fournier de Brescia (« Ker Peoc’h »), acteur majeur dans la structuration du Collège.